# MEMORY (마마무의 EP)
《MEMORY》(메모리)는 대한민국의 걸 그룹 마마무의 네 번째 미니 음반으로, 2016년 11월 7일에 발매되었다. 이전에 발매되었던 유닛 앨범 《Angel, DABDAB》의 수록곡(5, 6번 트랙), 디지털 싱글 "NEW YORK"(3번 트랙), LG G5 & Friends OST "기대해도 좋은 날"(8번 트랙)이 수록되었다.
4번 트랙 "Moderato"는 휘인의 첫 자작곡이다. 7번 트랙 "놓지 않을게"는 마마무가 팬들에게 고마운 마음 가득 담아 화답하는 의미로 쓰여졌다. '놓지 않을게'는 이전에 팬들이 마마무를 위해 처음으로 진행했던 깜짝 이벤트용 슬로건에 사용되었던 문구였다.

## 뮤직비디오
2016년 11월 7일 앨범 발매와 함께 타이틀곡 "데칼코마니" 뮤직비디오가 공개되었다. 뮤직비디오는 쟈니브로스의 홍원기, 김준홍 감독이 맡았다.

### 논란
"데칼코마니" 뮤직비디오 공개 후 강제 키스신 논란이 일었다. 엘리베이터 속에서 극중 남자 배역과 솔라가 등장하는데, 남자는 키스를 시도하려 하고 솔라가 이에 저항하는 장면은 대한민국 내외 네티즌들에게 많은 혹평을 받았다. 몇 시간 후 이 장면은 편집된 채 뮤직비디오는 재업로드되었다.

## 수록곡
| #            | 제목                           | 작사                                                       | 작곡                     | 편곡  | 재생 시간 |
| ------------ | ------------------------------ | ---------------------------------------------------------- | ------------------------ | ----- | --------- |
| 1.           | 〈그리고 그리고 그려봐〉       | 김도훈(RBW), 솔라, 문별                                    | 김도훈                   | 3:52  |           |
| 2.           | 〈Decalcomanie (데칼코마니)〉  | 김도훈, 솔라, 문별, 화사                                   | 김도훈                   | 3:36  |           |
| 3.           | 〈NEW YORK〉                   | 박우상, 김마초, 문별                                       | 박우상                   | 3:02  |           |
| 4.           | 〈Moderato (Feat. Hash Swan)〉 | 휘인, 박우상, 해쉬스완(Hash Swan)                          | 휘인, 박우상             | 3:59  |           |
| 5.           | 〈Angel〉                      | 박우상                                                     | 박우상                   | 3:33  |           |
| 6.           | 〈DAB DAB〉                    | 박우상, 김마초                                             | 박우상, 김마초           | 2:50  |           |
| 7.           | 〈놓지 않을게〉                | 문별, 솔라, 화사                                           | 김도훈                   | 4:25  |           |
| 8.           | 〈기대해도 좋은 날〉           | 코스믹 사운드(RBW), 코스믹 걸(Cosmic Girl), 장윤서, 박우상 | 코스믹 사운드, 코스믹 걸 | 3:14  |           |
| 총 재생 시간 | 총 재생 시간                   | 총 재생 시간                                               | 총 재생 시간             | 28:31 |           |